# Arachnothera juliae
Arachnothera juliae е вид птица от семейство Nectariniidae.

## Разпространение
Видът е разпространен в Индонезия и Малайзия.